# Pamela Rosenkranz

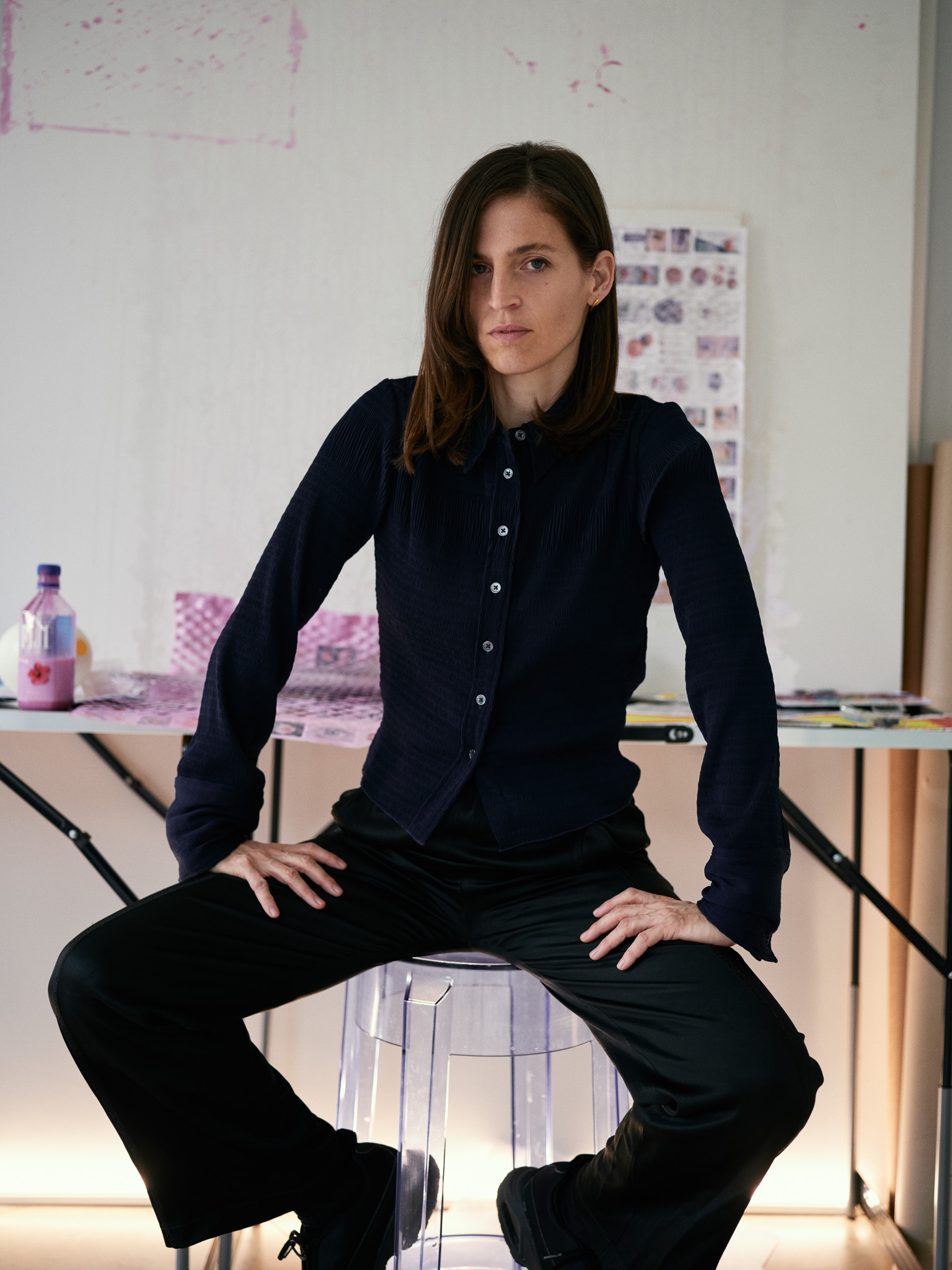
Pamela Rosenkranz, 2024

Pamela Rosenkranz (* 5. Juni 1979 in Altdorf) ist eine schweizerisch-deutsche Performance- und Objektkünstlerin, die raumfüllende Installationen auch mittels Video entwickelt.

## Leben und Werk
Rosenkranz wuchs in Altdorf auf. Nach dem Wirtschaftsgymnasium besuchte sie die Hochschule der Künste Bern, wo sie 2010 das Kunststudium mit dem Master in Contemporary Arts Practice abschloss. Parallel dazu studierte sie Kunstgeschichte an der Universität Bern und Vergleichende Literaturwissenschaft an der Universität Zürich (2005). 
Nach einem zweijährigen Atelierstipendium des Kantons Bern (ab 2006) stellte sie 2008 Arbeiten auf der Manifesta 7 sowie auf der Berlin Biennale (Kurator Adam Szymczyk) vor. Von 2011 bis 2012 nahm sie am Independent Residency Program der Rijksakademie in Amsterdam teil. 2015 stellte Rosenkranz  auf der Biennale Venedig im Schweizer Pavillon aus, den sie unter anderem mit hautfarbener Flüssigkeit füllte, die dem standardisierten mitteleuropäischen Hautton entsprechen sollte. Aus diesem Anlass gab die Schweizerische Post eine von der Künstlerin entworfene Sondermarke heraus, die ebenfalls ein Hautstück zeigt.

## Auszeichnungen
- 2016: Paul-Boesch-Preis[4]
- 2025: Prix Meret Oppenheim[5]

## Ausstellungen
- 2008, 2011: Swiss Institute (SI), New York
- 2008: Manifesta 7 – European Biennial of Contemporary Art, Trentino/Südtirol; 5. Berlin Biennale für Zeitgenössische Kunst, Berlin
- 2010: Untouched by man, Kunstverein Braunschweig, Braunschweig
- 2012: Feeding, Fleeing, Fighting, Reproduction, Kunsthalle Basel[6]
- 2013:  The Encyclopedic Palace, 55. Biennale Venedig – Internationaler Pavillon
- 2015: Our Product, 56. Biennale Venedig – Schweizer Pavillon
- 2021: Pamela Rosenkranz. House of Meme, Kunsthaus Bregenz
- 2025: Pamela Rosenkranz. Liquid body, Stedelijk Museum